# Fill de Caín
Fill de Caín è un film del 2013 diretto da Jesús Monllaó, al suo debutto alla regia.
Il film è tratto dal romanzo Caro Caino di Ignacio García-Valiño.

## Trama
Il matrimonio tra Coral e Carlos sta andando in crisi a causa delle loro continue discussioni sul figlio Nico, un giovane dotato ed asociale che mostra grande animosità nei confronti del padre e che sembra interessarsi solo agli scacchi.
Disperati, chiedono l'aiuto di Julio, uno psicologo e primo amore di Coral. A poco a poco, e come se fosse una partita a scacchi, Julio entrerà nell'inquietante mondo di Nico e nelle complesse relazioni di questa famiglia apparentemente normale.

## Accoglienza

### Critica
Il film ha ottenuto buone recensioni.
È stato acconto al Festival di Malaga con una standing ovation.

## Riconoscimenti
- 2013 - Málaga Spanish Film Festival
  - Nomination Miglior film

- 2013 - Toulouse Cinespaña
  - Nomination Violette d'Or

- 2014 - Cinema Writers Circle Awards
  - Nomination Miglior attore esordiente a David Solans

- 2014 - Premio Gaudí
  - Nomination Miglior attrice non protagonista a Maria Molins
  - Nomination Miglior attore a David Solans
  - Nomination Miglior attore non protagonista a José Coronado
  - Nomination Miglior montaggio
  - Nomination Migliori costumi
  - Nomination Miglior suono
  - Nomination Miglior direttore della produzione
  - Nomination Miglior film in lingua catalana